# Simultaneous Engineering
Simultaneous Engineering (im Amerikanischen: Concurrent Engineering, auf Deutsch: „verteilte gleichzeitige Entwicklung“) bezeichnet eine Vorgehensweise in der Produktentwicklung. Damit wird die Entwicklungszeit eines neuen Produktes verkürzt, spätere produktionsinduzierte Änderungen vermieden und die Abstimmung von Entwicklung und Produktion insgesamt verbessert.
Grundgedanke des Verfahrens ist die zeitliche Überlappung von traditionell nacheinander folgenden Arbeitsabläufen. Sobald in einem Arbeitsablauf genügend Informationen erarbeitet wurden, wird parallel der nächste Arbeitsablauf begonnen. Dies führt teilweise zu Mehrarbeit, da nicht mit dem endgültigen Informationsstand gearbeitet wird, sondern sich die Arbeitsgrundlage jederzeit verändern kann. Dafür können aber Fehler schneller erkannt und rechtzeitig beseitigt werden, bevor sie in einer späteren Phase große Kosten verursachen (siehe Bild).

Simultaneous Engineering

Besonders nutzbringend ist das Simultaneous Engineering (SE) zwischen den Arbeitsabläufen Produktentwicklung und Produktions(mittel)planung:
Traditionell sind Produktentwicklung und Produktionsplanung zwei streng getrennte, nacheinander folgende Schritte. Zuerst wird das neue Produkt konstruiert und komplett ausgearbeitet (siehe Konstruktionsprozess). Danach beginnt die Planung der Produktionsanlagen, mit denen sich dieses Produkt herstellen lässt.
Bei Anwendung von Simultaneous Engineering beginnt die Produktionsplanung bereits früher. Sobald vorläufige Versionen des Produktes ausgearbeitet sind, wird damit begonnen, deren Produktion zu planen. Die Entwicklung läuft parallel dazu weiter.
Während beide Abteilungen in ihrem jeweiligen Bereich weiterarbeiten, findet ein ständiger Informationsaustausch statt. Änderungen der Konstruktion müssen in die Planung der Betriebsmittel einfließen. Andersherum kann sich aus Problemen oder Optimierungsmöglichkeiten bei der Produktion eine Änderung der Konstruktion ergeben.
Vorteil dieser Vorgehensweise ist die Zeitersparnis dadurch, dass die Produktionsmöglichkeiten und -kosten bereits geprüft sowie die Produktionsmittel bereits teilweise geplant sind, wenn das Produkt fertig entwickelt ist. Man spricht dabei auch vom Paradoxon des SE, da für sich genommen jeder Prozessschritt länger dauert, allerdings die Summe der Prozessschritte wiederum kürzer ist als im herkömmlichen Verfahren. Dies ist dem schon beschriebenen Parallelisieren von Prozessschritten geschuldet.
Ein weiterer wichtiger Aspekt ist aber das frühzeitige Aufdecken von konstruktionsbedingten Produktionsproblemen:
Je früher eine Konstruktionsänderung vorgenommen wird, desto weniger Kosten fallen in der Regel an. Schlimmster Fall bei der traditionellen Vorgehensweise kann sein: Das Produkt ist komplett fertig, lässt sich aber nicht herstellen. Es muss also neu konstruiert werden. Simultaneous Engineering hilft dabei, solche Erkenntnisse und daraus folgende Änderungen auf einen früheren Zeitpunkt zu verschieben.

## Erfolgsbeispiele
Das Europäische Weltraumforschungs- und Technologiezentrum (ESTEC) erreichte durch die Einrichtung einer Simultaneous-Engineering-Umgebung eine Verkürzung der Eingangsstudien von sechs bis neun Monaten auf drei bis sechs Wochen, eine Kostenreduzierung um 50 Prozent und eine erhöhte Qualität ihrer Missionsdesigns.